# José María Codón
José María Codón Fernández (Villarcayo, Burgos, 1913 - 27 de fevereiro de 2003), foi um advogado e ensaista espanhol. Licenciado em direito pela Universidade de Madrid.
Entre outras honrarias e distinções, recebeu a comenda com placa da Orden de Alfonso X el Sabio e a Gran Cruz da Ordem do Mérito Militar, com distintivo branco. Tambiém foi nomeado cronista oficial de Burgos e de sua província, cargos desde os que alcançou a presidência da Asociación Española de Cronistas Oficiales.
Na década de 1960 presidiu o Círculo Cultural "Vázquez de Mella" de Burgos.

## Obras
- La idea de la universalidad cristiana y la comunidad internacional (1949)
- Presencia de Burgos en la conquista de América (1951)
- Burgos en la literatura romántica española (1957)
- La familia en el pensamiento de la tradición (1959)
- Monarquía y tradición (1961)
- La tradición en José Antonio y el sindicalismo en Mella (1962)
- Regionalismo y desarrollo económico (1964)
- Psiquiatría jurídica penal y civil (1968)
- La Rioja, esencia y solera de Castilla , Aldecoa, Burgos, 1.979. ISBN 84-7009-074-7.
- Burgos: mitos y leyendas (1982)
- Cantabria es Castilla, Aldecoa, Burgos, 1.983. ISBN 84-7009-204-9.
- Biografía y crónica del cura Merino (1986)
- El dialecto burgalés (1991)
- Diego Porcelos: ¿fundador de Burgos? (1994)